# Plaza Alta (Algeciras)

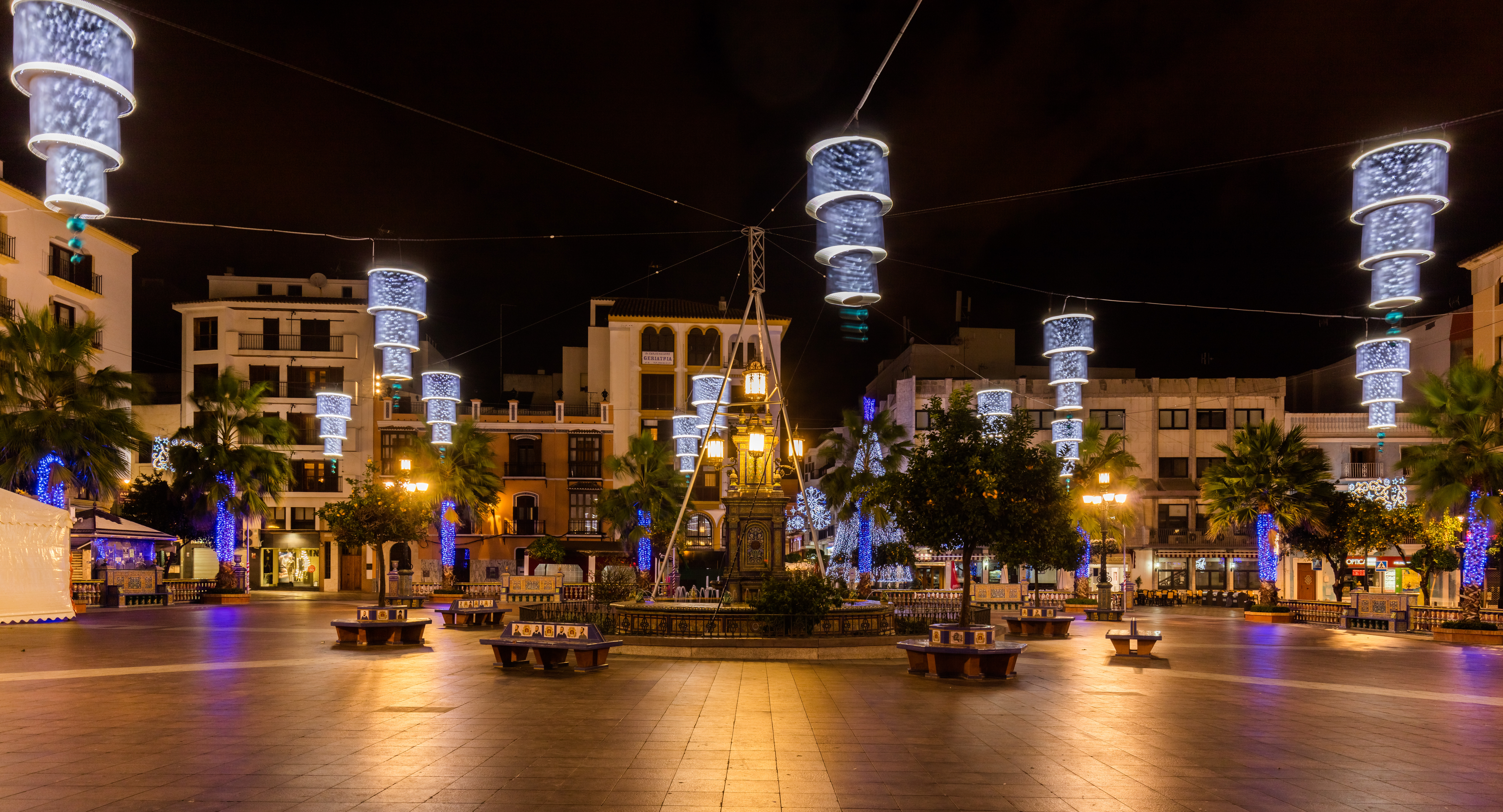
Vista nocturna

La plaza Alta de Algeciras es el centro neurálgico de la ciudad, en ella se encuentran algunos de los edificios más emblemáticos de Algeciras, la Iglesia de la Palma, la Capilla de Europa, y de ella parten las calles más populares de la ciudad como la Calle Regino Martínez  o la Calle Alfonso XI.
Es el centro de reunión de la ciudad y frecuentemente el escenario de manifestaciones y concentraciones de todo tipo así como de alguna de las fiestas más importantes de la ciudad como la Semana Santa, Año Nuevo o la fiesta de Tosantos.
Esta plaza ha tenido diferentes denominaciones a lo largo del tiempo resultado de los diferentes acontecimientos históricos acontecidos en España. Así su primer nombre conocido es el que posee en la actualidad, Plaza Alta y que aparece en un plano de 1725. Tras su urbanización en 1807 es llamada Plaza del Almirante, por Manuel Godoy, pero ese nombre durará poco tiempo llamándose al cabo de unos años del Rey. En 1821 tras el alzamiento de Riego pasará a denominarse Plaza de la Constitución para volver a la denominación anterior en 1824. Desde el 10 de octubre de 1830 con motivo de la ascensión al trono de Isabel II cambia su nombre por el de Plaza de la Reina hasta 1873 en que tras la proclamación de la república se designa de nuevo como de la Constitución. Se mantendrá este nombre hasta 1931 cuando pasa a llamarse Plaza de la República y en 1936, tras la guerra civil, Plaza del Generalísimo Franco. Por último durante la transición la plaza adquiere de nuevo su nombre original que por otra parte nunca había dejado de utilizarse, Plaza Alta.

## Historia
El espacio que ocupa la Plaza Alta existe como tal desde el principio de la refundación de la ciudad, como plaza aparece en los primeros planos levantados por el Marqués de Verboom y en ellos es llamado ya plaza Alta en contraposición a la plaza Baja donde hoy se encuentra el mercado de Abastos.
Desde 1783 la plaza tenía una fuente pública surtida por el acueducto de la ciudad, llamado de los arcos.
Las primeras labores de urbanización de la zona con fines ornamentales se produce en 1807 siendo Gobernador del Campo de Gibraltar el General Castaños y promovido por él mismo.
El proyecto de remodelación de la plaza es llevado a cabo a partir del 22 de febrero de 1807, en él la plaza se encuentra elevada en su parte occidental para salvar el desnivel del terreno, los límites con las calles circundantes están marcados con cadenas atadas a pilares pero dejando 8 entradas, 4 en los cuatro vértices y otras 4 en los lados. Se la rodeó de chopos y se colocaron macetones con naranjos. En el centro de la plaza se debía situar un obelisco pero fue sustituido por una columna diseñada por Joaquín Dolz que en un principio debió ser coronada por un busto de Manuel Godoy a quien se dedicaba la plaza con el nombre de Plaza del Almirante, aunque el busto nunca llegó a colocarse.

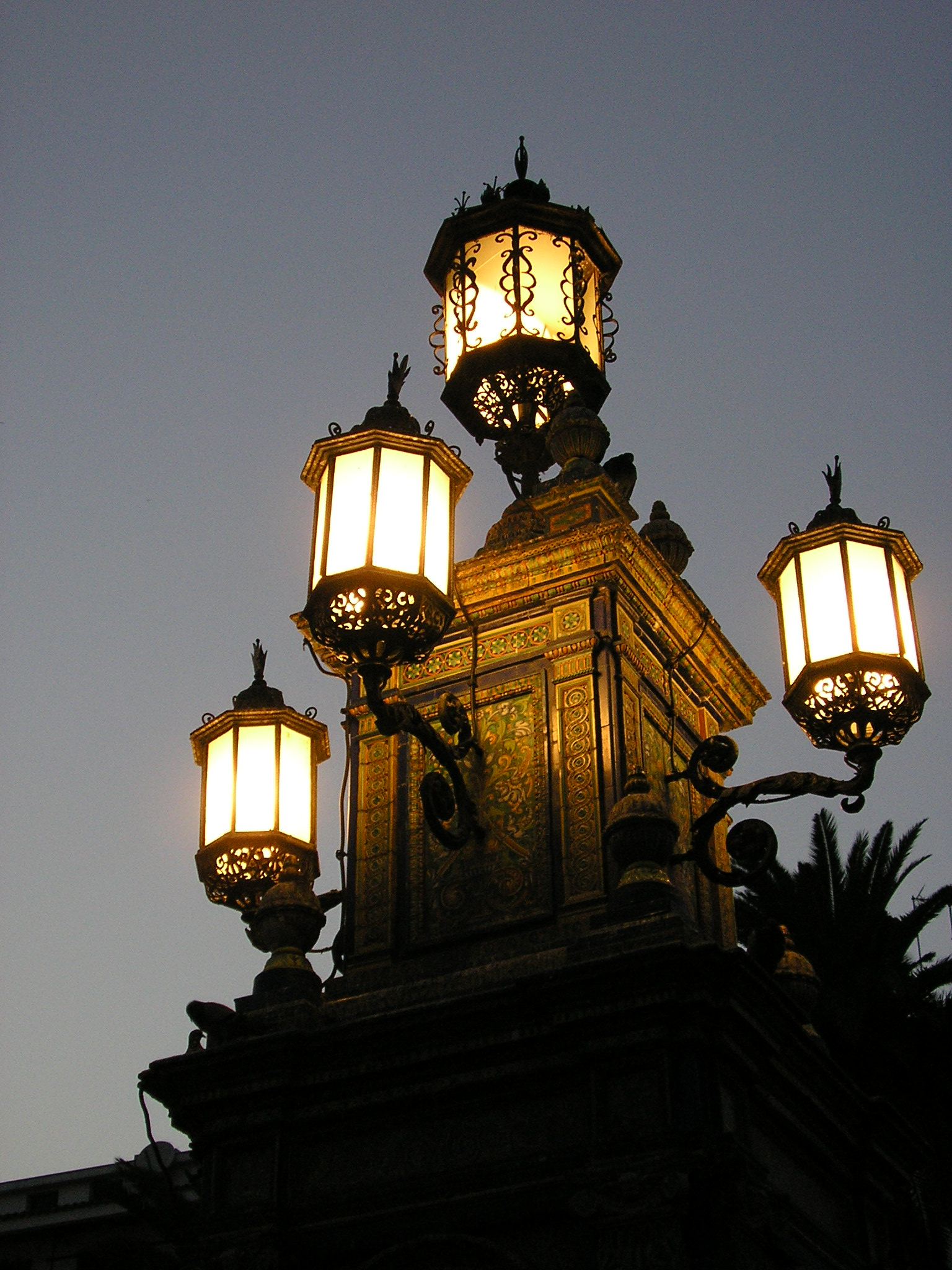
Detalle de la fuente central.

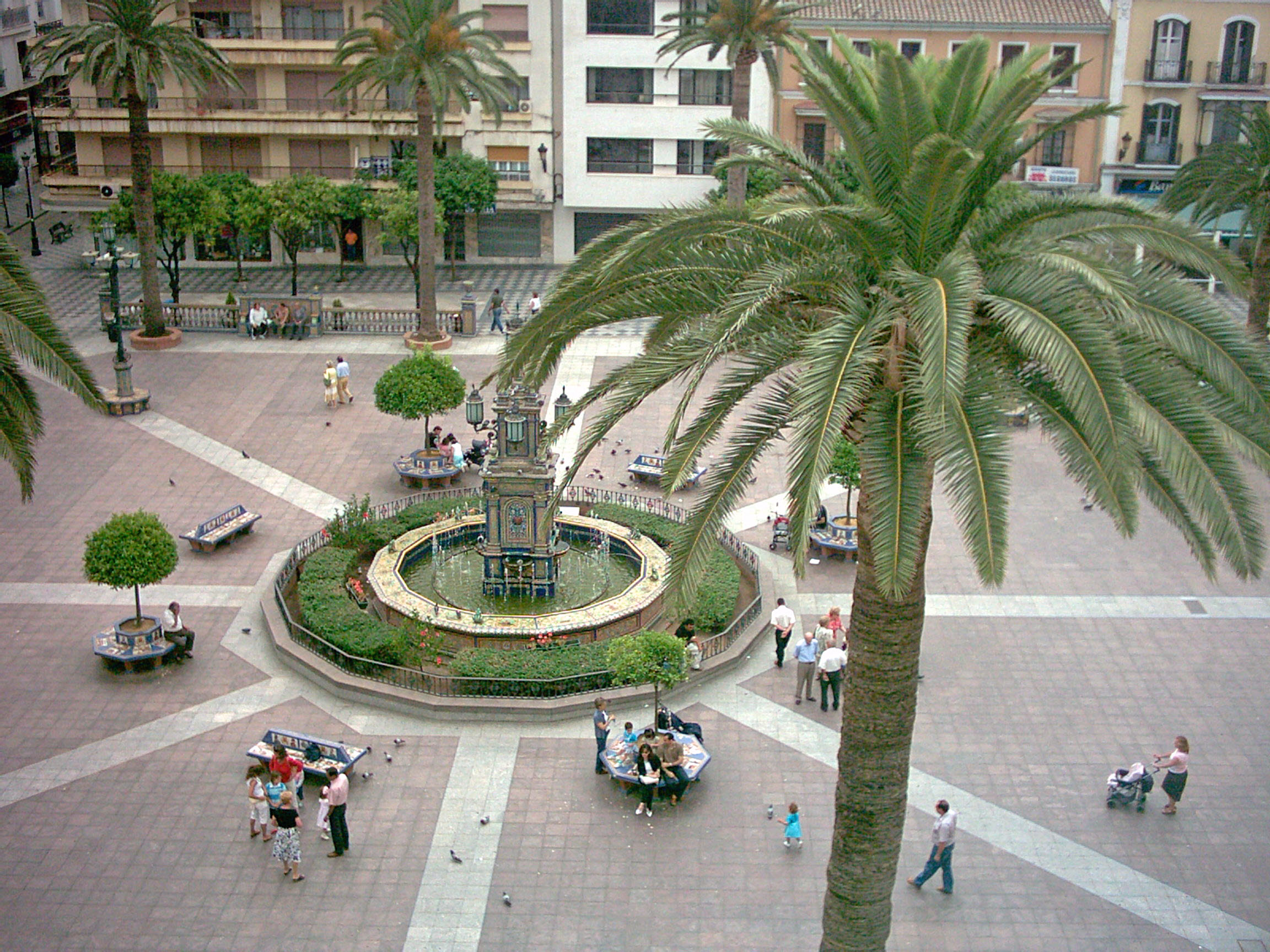
Vista aérea.

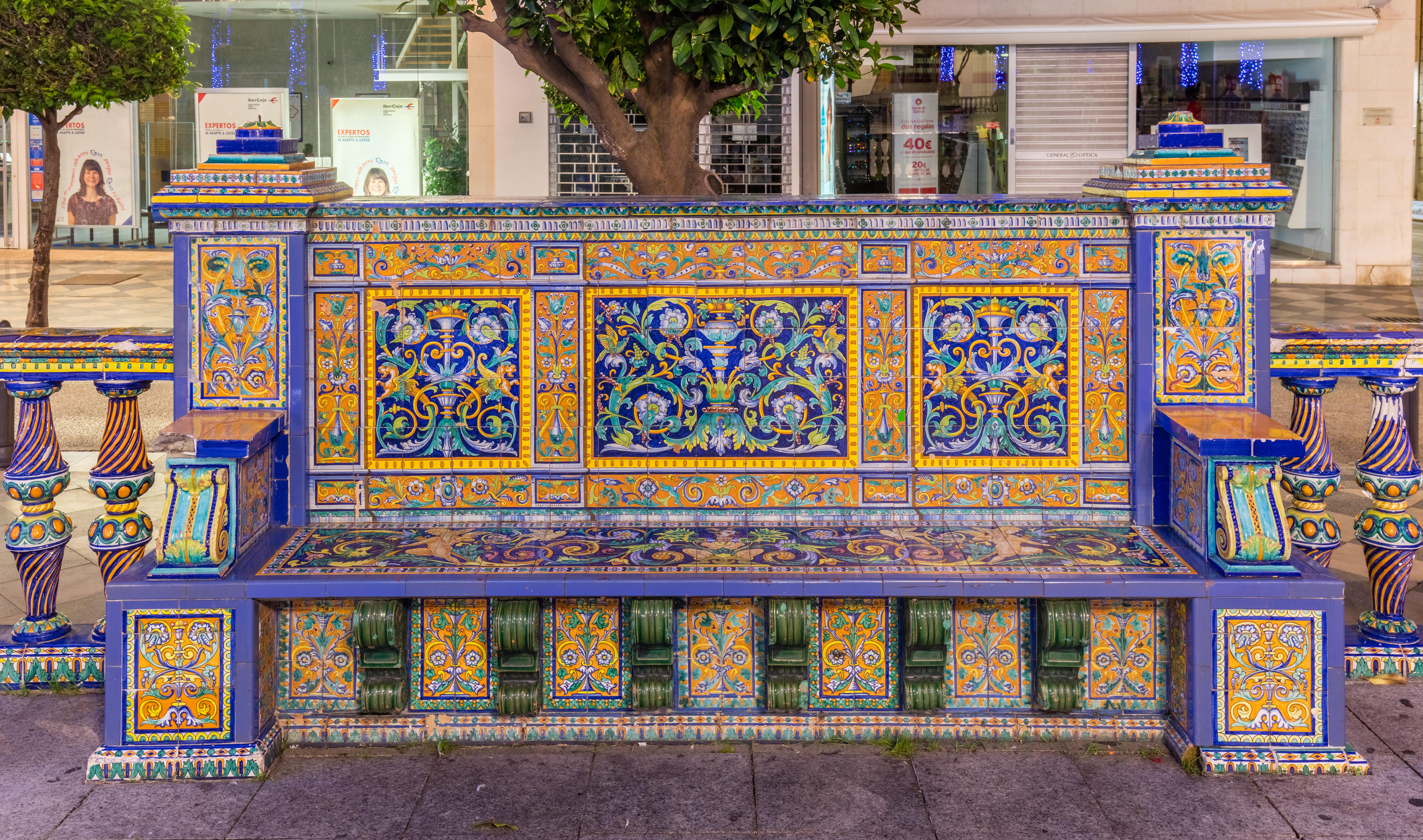
Detalle de uno de los bancos de la plaza.

La plaza es remodelada en 1925 siendo alcalde Joaquín Bianchi, el 30 de noviembre se destruye con dinamita el obelisco y se pavimenta el lugar que ocupaba, algún tiempo después se colocará una farola sobre una estructura de ladrillos rojos que el pueblo bautiza como la cocina económica aunque quedaron los balaustres con cadenas y los bancos hasta 1929, año en que son ampliadas las calles de alrededor para permitir el tráfico de vehículos.
Un año después 1930 la plaza es de nuevo remodelada siendo alcalde Emilio Morillas Salinas y adquiriendo el aspecto que tiene en la actualidad, en el centro se construyó una fuente monumental, se reparten por la plaza varios bancos circulares con farola y en límite con las calles circundantes lo marcará una balaustrada, todo ello de cerámica sevillana de las empresas Cerámica Santa Ana y Cerámica Triana Casa González. Desde esa remodelación poco ha cambiado en la plaza. Se construyeron varios bancos de cerámica con motivos basados en El Quijote de Cervantes, también se plantaron varias palmeras y han ido pasando por la plaza toda suerte de macetones y jardineras.
| Líneas de autobús con parada en la Plaza Alta | Líneas de autobús con parada en la Plaza Alta | Líneas de autobús con parada en la Plaza Alta |
| Línea                                         | Trayecto                                      | Empresa                                       |
| --------------------------------------------- | --------------------------------------------- | --------------------------------------------- |
| 12                                            | Plaza Alta-Cortijo Vides                      | CTM                                           |